# Microtag
Microtags zijn kleine (20 µm) plastiekdeeltjes die een identificatie en traceerbaarheid van een product toelaten: De minuscule deeltjes worden onder het product vermengd, zodat het niet (moeilijk) van het product kan gescheiden worden. Verschillende gekleurde laagjes sterk plastiek maken het mogelijk om, net als een streepjescode, om een product uniek te identificeren.
Toepassingen zijn bijvoorbeeld explosieven (zo weet men waar de explosieven geproduceerd werden, en kan men zo misschien de dader van een aanslag of overval opsporen), merkproducten (zo kan men vervalste producten opsporen), ...
Tegenwoordig denkt men er ook aan om extra DNA toe te voegen, dat dan op zijn beurt als microtag kan dienstdoen.